# Eucera pomeranzevii
Eucera pomeranzevii är en biart som först beskrevs av Ferdinand Morawitz 1888.
Eucera pomeranzevii ingår i släktet långhornsbin och familjen långtungebin. Inga underarter finns listade i Catalogue of Life.